# Toffelhjältar
Ej att förväxla med Toffelhjältarna
Toffelhjältar (finska: Kaksi Vihtoria) är en finländsk komedifilm från 1939, regisserad av Nyrki Tapiovaara och producerad av Eloseppo Oy. Filmen är skriven av Tatu Pekkarinen och inspirerad av George McManus' Gyllenbom.

## Handling[1]
Fastighetsdirektören Vihtori Rantamo (Eino Jurkka) är gift med en mycket bestämd hustru, Karoliina (Annie Mörk), som inte uppskattar sin makes unga, kvinnliga sekreterare. Därför bestämmer sig Rantamot att byta ut sekreteraren och anställer Robert Hokkanen (Helmer Kaski), en ung man han funnit genom en tidningsannons. Hokkanen godkänns också av Karoliina, som dock inte inser risken i att parets dotter Hilkka (Sointu Kouvo), som modern vill ska gifta sig rikt, kan bli intresserad av Hokkanen. Hilkka blir genast förtjust i den ovillige Robert och gör flera närmanden till honom.    
En dag beger sig Karoliina ut på landet för att titta på en gård hon vill köpa. Vihtori känner en befrielse när Karoliina givit sig av och han besöks snart av Vihtori Hiltunen (Arvi Tuomi), som planerar att ta ut skilsmässa medan hustrun Augusta (Irja Rannikko) befinner sig på hemresa. De två kumpanerna beger sig ut på en restaurant, där makarna Hiltunen planerat att träffas. Vihtori, som också är missnöjd med dotterns intresse av Robert Hokkanen, sänder Robert på en affärsresa till Åbo för att skilja de två åt, men Hilkka medföljer i smyg på Roberts resa. Under tiden har de båda herrarna en trevlig stund på restaurangen med sång av bland andra Matti Jurva och Harmony Sisters.
Berusad råkar Vihtori Rantamo ställa till med en scen på restaurangen, kommer åt mikrofonen och tillkännager i direkt radiosändning sin planerade skilsmässa med sin fru, Karoliina, som hör alltsammans på radion. Hon låter avsluta gårdsaffären och beger sig hemåt. På resa är också Robert och Hilkka, som råkat köra i diket och är på jakt efter någonstans att sova. De hamnar på ett pensionat, där en busslast människor sover över efter en olycka; bland busspassagerarna finns Augusta. Efter en kort tid får Augusta för sig att Hilkka och Robert är gifta.
Augusta lyckas till sist ringa till sin make, men samtalet blir ett stort missförstånd. När Augusta sedan ska återvända till sitt rum går hon fel och hamnar i Robers säng. Hilkka å sin sida flyr i samma ögonblick till sitt rum, där en för henne okänd man ligger i hennes säng. Efter livat tumult blir både Robert och Hilkka utslängda från pensionatet. Nästa morgon bestämmer sig Robert och Hilkka sig för att gifta sig och flytta till ett eget hem. Annorlunda blir det när Hilkka får reda på att Robert under sin semester blivit av med en lottsedel på en miljon mark. Karoliina återvänder hem ursinnig och när hon i hemmet träffar Augusta tror hon att Vihtori menat allvar med skilsmässa och att Augusta är hans blivande hustru. Karolina träffar också sin make och Vihtori Hiltunen, men förklaringarna leder till fler missuppfattningar och Vihtori Rantamo jagas runt i huset av sin ilskne fru. Karoliina lugnas sedermera av makarna Hiltunen.
När Hilkka återvänder hem berättar hon om de strandade giftermålsplanerna och av en händelse återfinns Roberts plånbok med vinstlotten. Hilkka blir överlycklig och vill åter gifta sig med Robert, som i rådande stund söker begå självmord ett flertal gånger, men misslyckas. Polisen lyckas få tag i honom och för Robert hem till Rantamos. Filmen avslutas med att alla i glädjen dansar Lambeth walk.

## Musik i filmen (urval)[1]
- Väliaikainen (text: Tatu Pekkarinen, musik: Matti Jurva)
- Kaunis Karjala (musik: Elli Hällström)
- Sinun surusi on minun suruni (text: Tatu Pekkarinen, musik: Matti Jurva)
- Sulamith (text och musik: Matti Jurva)
- Meillä on jo annetaan (text: Tatu Pekkarinen, musik: Matti Jurva)
- Eikö lähdetä pikkasen istumaan (text: Tatu Pekkarinen, musik: Matti Jurva)
- Moottorityttö (text: Tatu Pekkarinen, musik: George de Godzinsky)
- Suonissa ei ole kalkkia (text: Tatu Pekkarinen, musik: Matti Jurva)
- Hymyillen (text: Vera Valtonen, musik: George de Godzinsky)

## Medverkande (urval)[3]
- Eino Jurkka - Vihtori Rantamo
- Annie Mörk - Karoliina "Klaara" Rantamo
- Sointu Kouvo - Hilkka Rantamo
- Arvi Tuomi - Vihtori Hiltunen
- Irja Rannikko - Augusta Hiltunen
- Helmer Kaski - Robert Hokkanen
- Lida Salin - Miina
- Jalmari Parikka - äldre man
- Hertta Leistén - vicevärd
- Varma Lahtinen - Mandi
- Matti Jurva - sångare
- Paavo Kuoppala - finska lejonet
- Mirjami Kuosmanen - sångerska
- Vera Valtonen - sångerska i Harmony Sisters
- Maire Valtonen - sångerska i Harmony Sisters
- Raija Valtonen - sångerska i Harmony Sisters